# Urbanisering
Urbanisering betegner en udvikling hvor med tiden en stigende andel af befolkningen i et givet område lever i byer. Dette kan ske ved dels, at eksisterende byer vokser, dels ved fremvæksten af nye bysamfund. Begge dele betyder at bymæssig bebyggelse breder sig ud over landbrugsjord og natur og kan dermed medføre store miljøændringer som ændring af livsbetingelser for dyr og planter, jf. den sjette store massedød.

## Urbaniseringens årsager
På verdensplan er urbaniseringen tiltaget voldsomt siden 1700-tallet. En af de første til at konstatere og gøre opmærksom på urbaniseringen var den amerikanske statistiker Adna F. Weber i bogen "The Growth of Cities in the Nineteenth Century. A Study in Statistica", udgivet 1899. Som forklaring på urbaniseringen så Weber viljen til at opnå den bedst mulige udnyttelse af et lands ressourcer. Befolkningen vil bosætte sig der, hvor de har udsigt til de højeste lønninger, og dens bosættelsesmønster påvirkes derfor af ændringer i produktionen. Weber skelner derfor mellem centrifugale og centripetale kræfter og opdeler næringslivet i 4 grupper:
- ekstraktive, herunder landbrug og minedrift,
- distributive, herunder handel, samfærdsel, kommunikation og finansvirksomhed,
- fremstillings- og forarbejdningsvirksomhed,
- tjenesteydelser, liberale erhverv og administration.

De ekstraktive (råstofudnyttende) erhverv forudsætter en forholdsvis spredt befolkning, omend minedrift bevirker en vis samling i (mindre) bebyggelser.
Distributive (fordelingsmæssige) erhverv kendetegnes ved centripetale kræfter. Forbedringer eller udvidelser af transportnettet medfører, at forholdsvis flere sysselsættes i knudepunkterne. Handel samles under den økonomiske proces i centre samtidig med, at disses betjeningsoplande udvides.
Fremstillings- og forarbejdningserhvervene havde i det 19 århundrede centripetale tendenser, fordi dampmaskine og fordele ved stordrift kombineredes med transport, hvis knudepunkter netop var storbyer. Fremkomsten af nye samfærdselsmidler (især personbilen) har dog i det 20 århundrede svækket dette træk.
Endelig var serviceerhvervenes fordeling en følgevirkning af befolkningens og efterspørgslens fordeling og fulgte derfor de øvrige næringsvejes tendenser til at samles i byer.
Weber fandt, at alle erhverv bortset fra landbruget koncentreredes, men da landbrugets beskæftigelsesmæssige betydning var aftagende, betød dette stadig mindre.
Globalt har urbaniseringsprocessen fortsat siden Weber skrev sin bog: I 1900 boede 3% af verdens befolkning i byerne (220 millioner), i 1950 29% (732 millioner) og i 2005 49% (3,2 milliarder).